# Кассель (аэропорт)
Аэропорт Кассель (нем. Flughafen Kassel; ИАТА: KSF, ИКАО: EDVK) — маленький международный аэропорт, обслуживающий немецкий город Кассель в Гессене. Он расположен в 2 км к западу от коммуны Кальден, 17 км к северо-западу от Касселя и используется в основном для деловой авиации и авиации общего назначения. Также тут находится школа пилотов, школа сверхлёгкой авиации и секция парашютистов.

## История

### Первый аэродром
Построенный на сельскохозяйственных угодьях, на высоте 277 метров над уровнем моря, расположенный на северо — северо — востоке от холма Дорнберг, аэродром был открыт 11 июля 1970 года. Он эксплуатировался в виде государственно-частного партнёрства до 1991 года.

### Новый региональный аэропорт

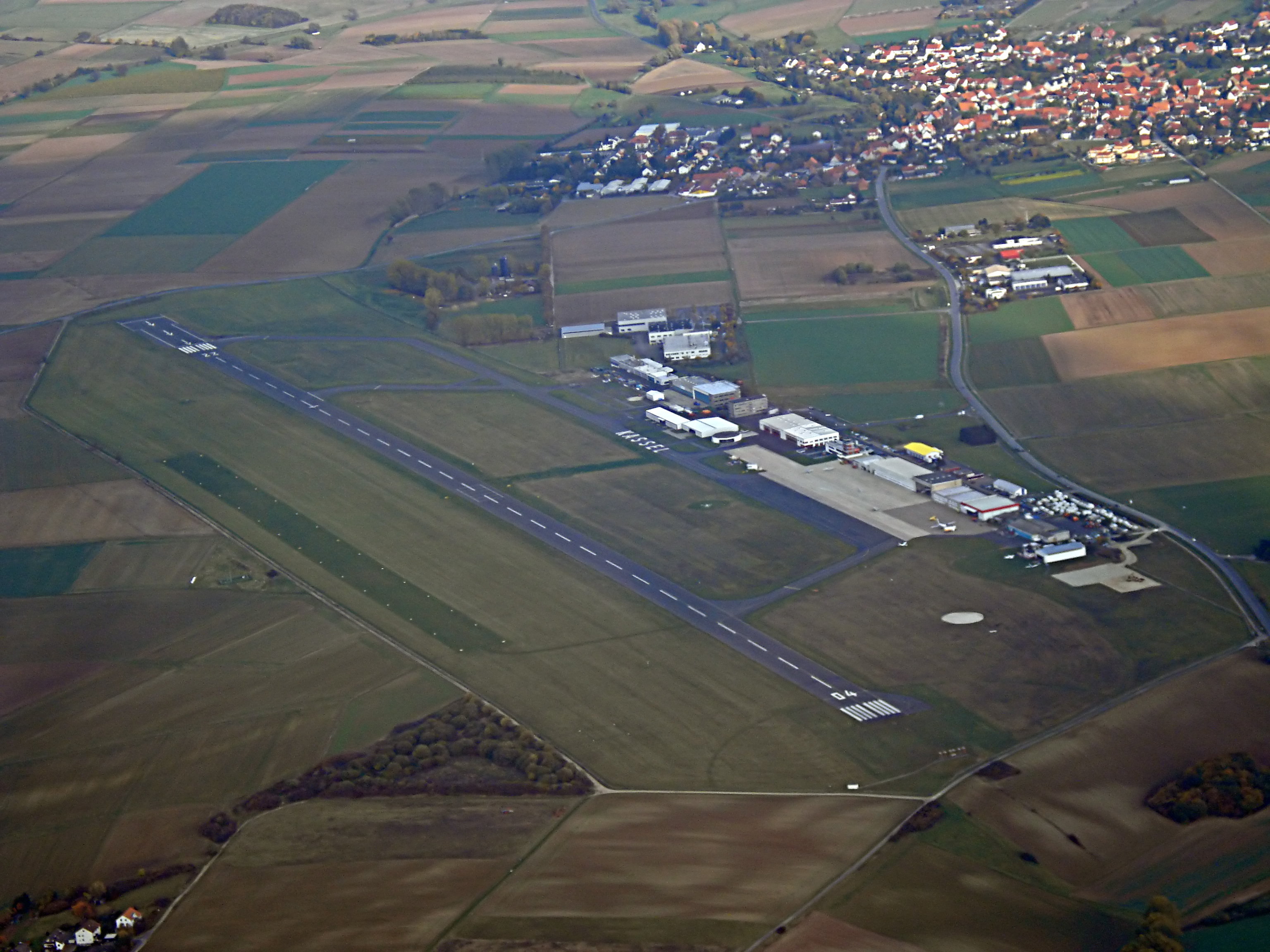
Вид на аэропорт с самолёта.

Новый региональный аэропорт был построен рядом со старым аэродромом для размещения чартерных и регулярных авиакомпаний, а также для деловой авиации и авиации общего назначения. Аэропорт был официально открыт 4 апреля 2013 года прибытием рейса авиакомпании Germania из аэропорта Франкфурта. Изначальное название аэропорта было Кассель-Кальден.
При открытии аэропорт столкнулся с некоторыми трудностями. Основным клиентом в первое время была туристическая фирма, филиал Rewe Group с её чартерными рейсами в Средиземноморье. Планировалось, что их, от имени туроператора, будет выполнять авиакомпания XL Airways Germany. После банкротства этой авиакомпании, был заключен контракт с Enter Air, но и он был расторгнут 20 марта 2013 года. Полёты на Тенерифе, оператором которых выступала а/к Germania, планировалось завершить в октябре 2013 года, однако в реальности они были завершены уже 22 августа в связи с низким спросом. Кроме того, частота рейсов в Анталью, предлагаемых Tailwind Airlines была значительно снижена, они стали выполняться реже одного раза в неделю.
Germania, основной клиент аэропорта, анонсировал что возобновит полёты в Пальма-де-Мальорку летом 2014 года. Авиакомпания также переняла рейсы в Анталью, которые в летнем сезоне 2013 года выполняла Tailwind Airlines. Несмотря на то, что во время зимнего сезона ни одна авиакомпания или туроператор не пользовались услугами аэропорта, Germania сдержала обещание и на следующий летний сезон возобновила два рейса в неделю в Пальма-де-Мальорку, а также два рейса в неделю в Анталью. В зимнем сезоне 2014/2015 Germania выполняла полёты в Анталью и Фуэртевентуру один раз в неделю. Кроме того, авиакомпания также анонсировала рейсы в Пальма-де-Мальорку, Анталью, Ираклион и Хургаду на летний сезон 2015 года, тем самым увеличивая свое присутствие в аэропорту Кассель.
15 марта 2014 года был уволен исполнительный директор аэропорта. В январе 2015 года аэропорт был переименован в аэропорт Кассель.
В декабре 2015 года из-за низкого спроса Germania объявила о своем намерении сократить полёты из Касселя, маршрут в Хургаду был полностью отменён 30 декабря 2015 года.
В мае 2016 года появилась информация, что период строительства аэропорта находится под следствием за нарушение правил, касающихся конкуренции и прозрачности в процессе закупок. В июне 2016 появилась публичная информация о том, что в зимний сезон 2016/2017, в аэропорту не будет каких- либо регулярных рейсов. Правительство Гессе рассматривает финансовые перспективы аэропорта на 2017 год, и может проголосовать за закрытие аэропорта.

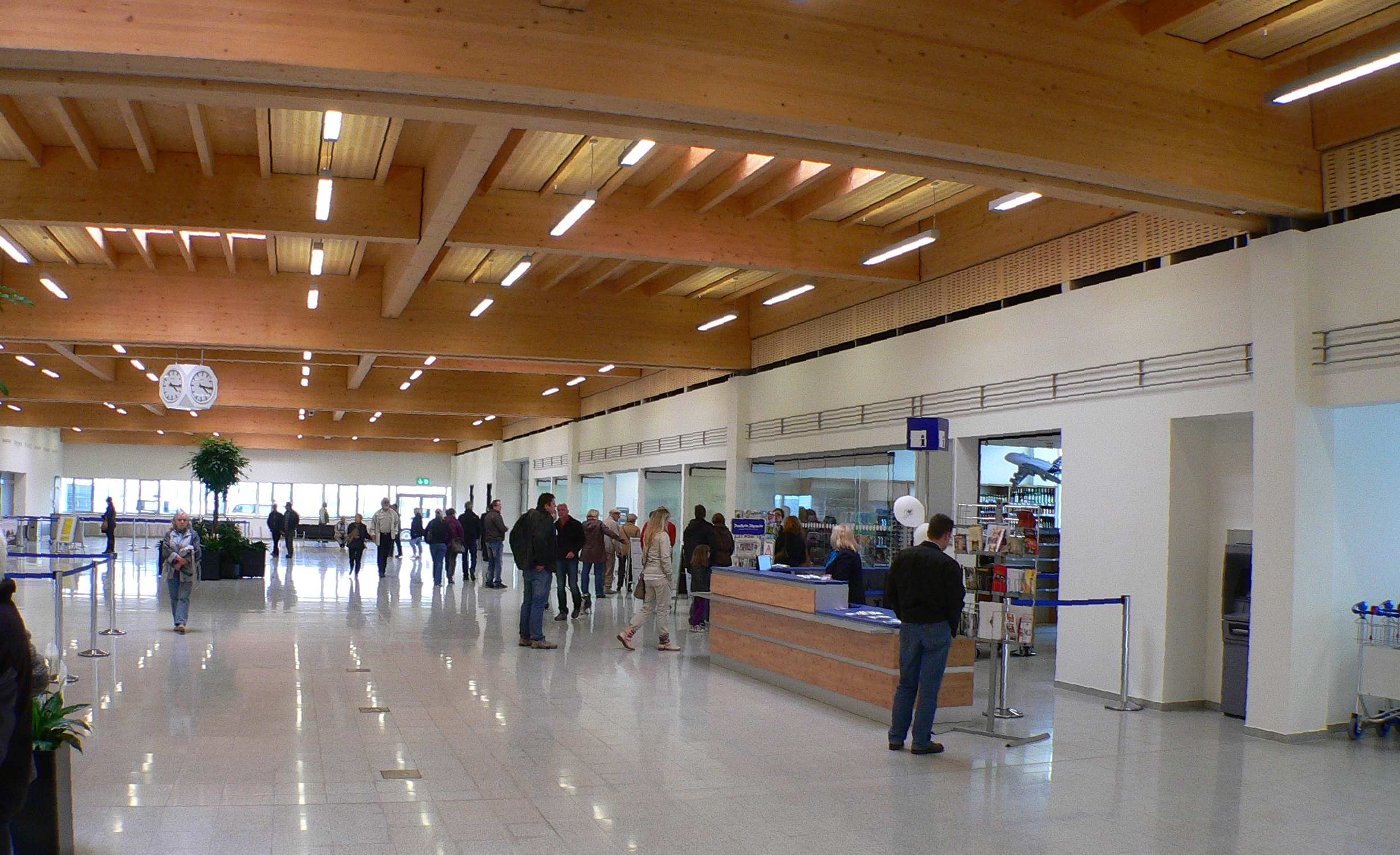
Интерьер пассажирского терминала аэропорта.

## Инфраструктура

### Терминал
Аэропорт Кассель имеет одно небольшое здание пассажирского терминала с основными удобствами, такими как столы проката автомобилей и несколько магазинов. Телескопические трапы отсутствуют, посадка в самолёты происходит с помощью автобусов либо пешком.

### ВПП
Старый аэродром использовал одну асфальтовую взлётно-посадочную полосу размером 1500Х30 метров, расположенную по курсу 04/22. К северу от основной ВПП была параллельная полоса с травяным покрытием размером 700Х30 метров. Новая взлётно-посадочная полоса размером 2500Х45 метров, расположена по курсу 09/27.
Аэропорт имеет два перрона, один в передней части пассажирского терминала для самолётов среднего размера, таких как Airbus А320, и отдельный перрон для самолётов авиации общего назначения.

## Авиакомпании и направления

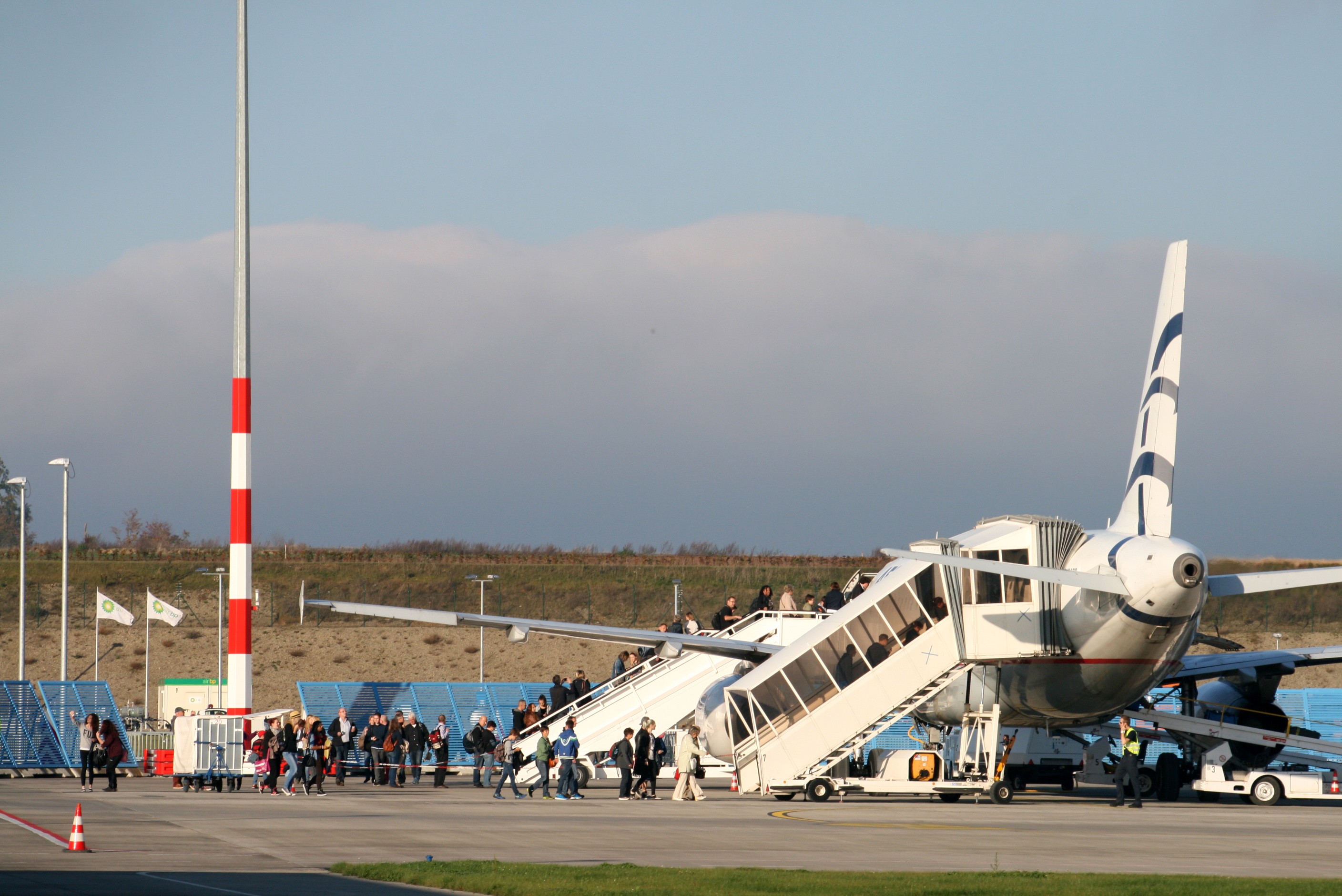
Посадка на рейс а/к Aegean Airlines до Ираклиона.

Авиакомпании выполняющие регулярные и чартерные рейсы в аэропорту Кассель:
Ближайшим международным аэропортом к аэропорту Кассель, является аэропорт Падерборн-Липпштадт.

## Статистика трафика
| 2013                                 | 49 557   |
| 2014                                 | ▼ 45 587 |
| 2015                                 | ▲ 64 926 |
| Источник: Официальный сайт аэропорта |          |

## Транспортная инфраструктура
До аэропорта можно доехать по федеральному шоссе B7, которое соединено с автомагистралью A7. Экспресс-автобус (Маршрут 100) соединяет аэропорт с центром города Кассель (время в пути около 25 минут), а также станцией Кассель-Вильгельмсхёэ (время в пути около 40 минут), которая является важным железнодорожным узлом.